# Grobya
Grobya – rodzaj roślin z rodziny storczykowatych (Orchidaceae). Obejmuje 5 endemicznych gatunków występujących w Brazylii w regionach Południowo-Wschodnim, Południowym oraz Północno-Wschodnim.

## Systematyka
Rodzaj sklasyfikowany do podplemienia Catasetinae w plemieniu Cymbidieae, podrodzina epidendronowe (Epidendroideae), rodzina storczykowate (Orchidaceae), rząd szparagowce (Asparagales) w obrębie roślin jednoliściennych.
Wykaz gatunków
- Grobya amherstiae Lindl.
- Grobya cipoensis F.Barros & Lourenço
- Grobya fascifera Rchb.f.
- Grobya galeata Lindl.
- Grobya guieselii F.Barros & Lourenço